# P/2007 S2 Lemmon
P/2007 S2 Lemmon è una cometa periodica scoperta il 25 settembre 2007 dal programma di ricerca astronomica Mount Lemmon Survey. Inizialmente venne ritenuto un asteroide; dopo pochi giorni si scoprì che in effetti era una cometa.

## Storia evolutiva
La cometa era un centauro che si è attivato come cometa diventando così un membro della famiglia delle comete halleidi; la sua evoluzione futura, grazie a una MOID col pianeta Giove inferiore a 1 UA, la porterà a diventare un membro della famiglia delle comete gioviane.